# KB생명보험
KB생명보험은 2004년부터 2022년까지 존재했던 대한민국의 보험회사이다.

## 연혁
- 2004년 : 한일생명보험을 인수해 KB생명보험 출범
- 2013년 : ING 지분 49% 인수로 완전자회사 편입
- 2023년 : 푸르덴셜생명과 합병해 KB라이프로 사명 변경